# Montelanico
Montelanico település Olaszországban, Lazio régióban, Róma megyében. Lakosainak száma 2053 fő (2023. január 1.). Montelanico Carpineto Romano, Gavignano, Gorga, Norma, Anagni, Cori és Segni községekkel határos.

## Népesség
A település lakossága az elmúlt években az alábbi módon változott:
| Lakosok száma | 2144 | 2125 | 2053 |
|               | 2017 | 2018 | 2023 |